# 亨里克·斯特凡森
亨里克·斯特凡森（丹麥語：Henrik Stephansen，1988年8月6日—），丹麦男子赛艇运动员。他曾代表丹麦参加世界赛艇锦标赛，获得三枚金牌。他也曾参加2012年夏季奥林匹克运动会。